# Adam Bartosiewicz

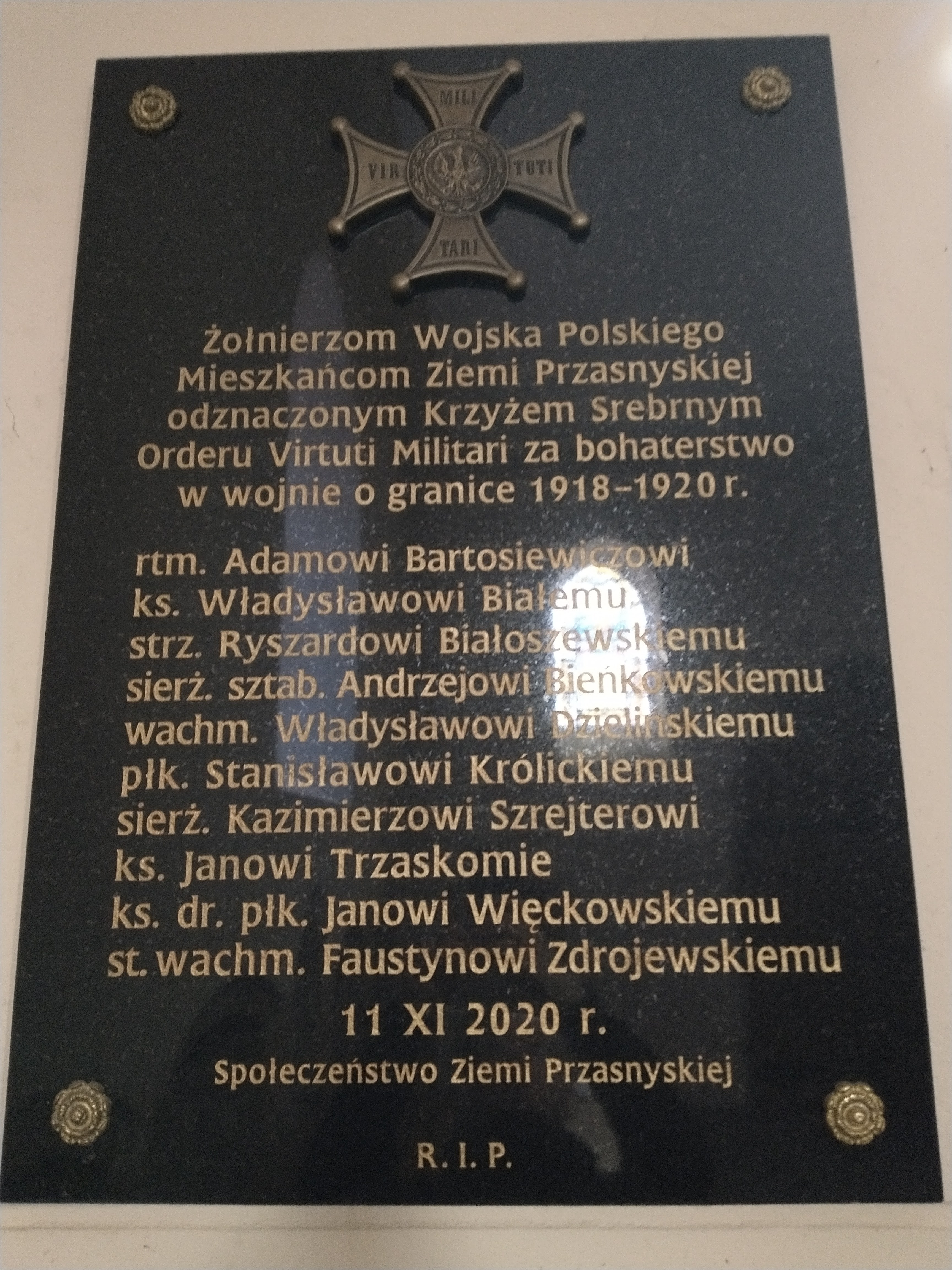
Tablica w kościele Wniebowzięcia NMP w Przasnyszu

Adam Bartosiewicz (ur. 30 stycznia 1900 w Rostkowie, zm. w kwietniu 1940 w Charkowie) – rotmistrz Wojska Polskiego, kawaler Orderu Virtuti Militari nr 178, ofiara zbrodni katyńskiej.

## Życiorys
Urodził się 30 stycznia 1900 w Rostkowie, w powiecie przasnyskim, w rodzinie Franciszka i Marii z Krzykowskich. Ukończył Państwowe Gimnazjum Filologiczne im. Piotra Skargi w Pułtusku i w okresie I wojny światowej działał w Polskiej Organizacji Wojskowej, nosił pseudonim „Tosio”.
Od 1919 służył w 4 pułku ułanów. Ukończył Oficerską Szkołę Kawalerii w Grudziądzu. 1 lipca 1925 prezydent RP mianował go podporucznikiem ze starszeństwem z dniem 1 lipca 1925 i 4. lokatą w korpusie oficerów kawalerii, a minister spraw wojskowych wcielił do 4 pułku ułanów. 15 lipca 1927 prezydent RP nadał mu stopień porucznika ze starszeństwem z dniem 1 lipca 1927 i 4. lokatą w korpusie oficerów kawalerii. 27 czerwca 1935 prezydent RP nadał mu stopień rotmistrza z dniem 1 stycznia 1935 i 36. lokatą w korpusie oficerów kawalerii. W 1937 roku został oddelegowany KOP. Od 1937 roku był dowódcą szwadronu kawalerii KOP „Rokitno”. W 1939 roku, dowódcą 4 szwadronu 1 pułku kawalerii KOP. 
W czasie kampanii wrześniowej ciężko ranny w walkach z Niemcami 5 września 1939 w Zygmuntowie nad Wartą. Ewakuowany do szpitala w Łodzi, skąd został przewieziony do Sarn. Po zajęciu Sarn przez Armię Czerwoną, aresztowany przez NKWD w nocy z 21/22 września 1939. Przebywał w obozie w Starobielsku. Wiosną 1940 został zamordowany przez funkcjonariuszy NKWD w Charkowie i pogrzebany potajemnie w bezimiennej mogile zbiorowej w Piatichatkach, gdzie od 17 czerwca 2000 mieści się oficjalnie Cmentarz Ofiar Totalitaryzmu w Charkowie. Figuruje na Liście Starobielskiej NKWD pod poz. 100.
5 października 2007 minister obrony narodowej Aleksander Szczygło mianował go pośmiertnie na stopień majora. Awans został ogłoszony 9 listopada 2007 w Warszawie, w trakcie uroczystości „Katyń Pamiętamy – Uczcijmy Pamięć Bohaterów”.
25 kwietnia 2010 w Rostkowie odsłonięto pomnik rotmistrza Adama Bartosiewicza.

## Ordery i odznaczenia
- Krzyż Złoty Orderu Virtuti Militari nr 178 (za kampanię 1939)[3]
- Krzyż Srebrny Orderu Virtuti Militari nr 4194 – 30 czerwca 1921[21][22]
- Krzyż Walecznych[23]
- Medal Niepodległości – 16 marca 1937 „za pracę w dziele odzyskania niepodległości”[24]
- Srebrny Krzyż Zasługi – 1938 „za zasługi w służbie ochrony pogranicza”[25][23]
- Medal Pamiątkowy za Wojnę 1918–1921[3]
- Medal Dziesięciolecia Odzyskanej Niepodległości[3]